# Marek Barbasiewicz
Marek Antoni Barbasiewicz (ur. 5 lutego 1945 w Przeworsku) – polski aktor teatralny, dubbingowy, filmowy i telewizyjny, malarz.

## Życiorys

### Młodość
Urodził się w Przeworsku na Podkarpaciu. Wkrótce wraz z rodziną przeprowadził się do Zgorzelca, a następnie do Wrocławia, gdzie w dzielnicy Oporów jego ojciec został dyrektorem warzywnego PGR-u. Jego wuj, Tadeusz Rolski, był pułkownikiem pilotem Wojska Polskiego, brał udział w II wojnie światowej, bitwie o Anglię i działaniach wojennych w Afryce. Bracia Marka Barbasiewicza także zostali wojskowymi, służyli w lotnictwie, Marynarce Wojennej.
W latach 1951–1954 uczęszczał do wrocławskiej Szkoły Podstawowej nr 15. Potem z rodziną przeniósł się do Fromborka. Naukę kontynuował we fromborskiej Szkole Podstawowej im. Mikołaja Kopernika, gdzie jego zainteresowania plastyczne rozbudził ówczesny pedagog i kierownik szkoły Jan Król, m.in. rysował węglem z ogniska na workach papierowych po cukrze. W 1964 ukończył Państwowe Liceum Sztuk Plastycznych im. Piotra Potworowskiego w Poznaniu. Jego ojciec liczył, że kolejnym krokiem będą studia architektoniczne. W 1987 zdał egzamin przed ministerialną komisją i otrzymał uprawnienia artysty malarza.

### Początki kariery
Jego starszy kolega z poznańskiego liceum plastycznego, Jonasz Kofta i dyrektor Teatru Polskiego w Poznaniu – Marek Okopiński, zachęcili go, aby spróbował swoich sił na egzaminie do szkoły aktorskiej. Brał udział w kabaretach, śpiewał piosenki i otrzymał wyróżnienie w konkursie recytatorskim we Wrocławiu, który wygrał wówczas Janusz Gajos. Dostał się do szkoły aktorskiej za pierwszym razem, jednak jego decyzji o karierze aktorskiej nie zaakceptował jego ojciec, z którym nie miał dobrych relacji określając go jako człowieka z „pruskim systemem myślenia”. Odcięty od pieniędzy ojca w czasie studiów, musiał szukać pomocy u swojej matki i ciotek. Wziął nawet udział w modowej sesji zdjęciowej, przez którą niemal nie został wyrzucony ze studiów. W 1968 zdobył dyplom ukończenia Państwowej Wyższej Szkoły Filmowej, Telewizyjnej i Teatralnej im. Leona Schillera w Łodzi.
We wrześniu 1968 został zaangażowany przez Janusza Kłosińskiego do Teatru Nowego w Łodzi, gdzie zadebiutował jako żandarm w Rewizorze Gogola u boku Kłosińskiego (ówczesnego dyrektora teatru), Bohdany Majdy, Wandy Chwiałkowskiej, Zygmunta Zintela, Wandy Jakubińskiej, Tadeusza Szmidta i Andrzeja Maya.
Na srebrnym ekranie pojawił się po raz pierwszy w filmie telewizyjnym Jerzego Hoffmana Ojciec (1967) z Tadeuszem Fijewskim, a następnie w serialach wojennych – Stawka większa niż życie (1968) i Czterej pancerni i pies (1970). Na kinowym ekranie zadebiutował jako kelner w dramacie fantasy Wojciecha Hasa Sanatorium pod Klepsydrą (1973) u boku Gustawa Holoubka.
Grywał amantów, ojców rodziny i twarde charaktery. Powszechnie znany jest z takich produkcji jak: Lubię nietoperze (1985), Na kłopoty… Bednarski (1986), Magnat (1986), Zabij mnie glino (1987), Żegnaj, Rockefeller (1992), Psy II (1994), Miodowe lata (1998−2003), Na dobre i na złe (2000−2005), Fala zbrodni (2006−2007), Och, Karol 2 (2011) czy Prawo Agaty (2012−2015).

### Kariera sceniczna
Grał w teatrach: Nowym w Łodzi (1968–1979), im. Stefana Żeromskiego w Kielcach (1993), poznańskiej Scenie na Piętrze (1996) oraz warszawskich:
- Ateneum im. Stefana Jaracza (1979–1981),
- Polskim (1981–1997),
- Muzycznym „Roma” (1995),
- Narodowym (od 1997),
- Powszechnym im. Zygmunta Hübnera (1998),
- Komedia (1999–2000),
- Na Woli im. Tadeusza Łomnickiego (2001),
- Operetce Mazowieckiego Teatru Muzycznego (2006).

Współpracował z takimi reżyserami jak: Jerzy Grzegorzewski (Hamlet), Andrzej Łapicki, Jan Englert (Kordian Juliusza Słowackiego), Kazimierz Kutz (Kartoteka Tadeusza Różewicza), Janusz Wiśniewski, Jerzy Jarocki (Błądzenie według Witolda Gombrowicza), Andrzej Seweryn (Ryszard II), Zygmunt Hübner czy Kazimierz Dejmek.

### Kariera ekranowa
Grał drugoplanowe role amantów w serialach: Zaklęty dwór (1976) i Rodzina Połanieckich (1978). W dramacie Czułe miejsca (1980) obok Hanny Dunowskiej wystąpił w roli awangardowego artysty Allana Kowalskiego. Był obsadzony w rolach czarnych charakterów; w serialu Ballada o Januszku (1987) jako młody wychowawca z więzienia dla nieletnich w serialu Ballada o Januszku, sensacyjnym obrazie Zabij mnie glino (1987) jako „Donald”, człowiek Stawskiego. Grał homoseksualistów, w tym Jurka Zbierskiego, kochanka Conrada Heinricha (Jan Englert), którego losy związane są dramatycznie z dziejami książąt pszczyńskich w dramacie Magnat i serialu Biała wizytówka (1986) Filipa Bajona, hrabiego Paszkowskiego w dramacie polsko-amerykańskim o okupacyjnej tragedii Cyganów I skrzypce przestały grać (And the Violins Stopped Playing, 1988) czy esesmana Totha w filmie Deborah (1995), miotającego się między miłością do mężczyzny a wiernością nazistowskim ideałom. W filmie Schodami w górę, schodami w dół (1988) pojawił się jako biseksualny hipnotyzer Ordęga.
W latach 1998–2003, w serialu Miodowe lata grał Jana Marszałka, szefa Karola Krawczyka – głównego bohatera (w tej roli Cezary Żak). Tę rolę powtórzył także w 2004, w spin-offie sitcomu, Całkiem nowe lata miodowe. W operze mydlanej TVP2 Na dobre i na złe (2000–2005) wcielił się w postać docenta Dariusza Depczyka, specjalisty ds. lecznictwa szpitalnego Mazowieckiej Kasy Chorych, ojca Macieja. Wystąpił gościnnie w popularnych sitcomach 13 posterunek (1998) i Lokatorzy (2002) oraz serialach kryminalnych Kryminalni (2004) i Fala zbrodni (2006).
Wielokrotnie użyczał głosu w dubbingu. Jego najsłynniejszą rolą dubbingową jest złowrogi lew Skaza z filmu Walta Disneya Król lew z 1994 roku. Użyczył również głosu Skazie w sequelu pt. Król lew II: Czas Simby i w spin-offie Lwia Straż. Pozostałe postacie dubbingowane przez aktora to m.in.: Rourke z animacji Atlantyda – Zaginiony ląd (2001), profesor Robert Kaufman z filmu Scooby Doo i cyberpościg (2001) oraz Lord Milori z filmu Dzwoneczek i sekret magicznych skrzydeł (2012).

## Życie prywatne
Od sierpnia 1968 przez kilka miesięcy spotykał się z tancerzem Gerardem Wilkiem. W 1992, po tym, jak pojawiła się plotka o jego romansie z nastolatką, w wywiadzie przeprowadzonym przez Marię Nurowską dla magazynu „Pani” dokonał publicznego coming outu. Tym samym został pierwszą osobą publiczną w Polsce, która na przełomie lat 80. i 90. otwarcie mówiła o homoseksualnej orientacji. Od 1978 jest w stałym związku z mężczyzną.

## Odznaczenia
- 1988 – Srebrny Krzyż Zasługi[16]
- 2005 – Złoty Krzyż Zasługi[17]
- 2015 – Srebrny Medal „Zasłużony Kulturze Gloria Artis”[16]

## Spektakle teatralne
- 1976 – Awaria jako Wróblewski (reż. K. Dejmek)
- 1981 – Chamsin jako Bert, Kuba, Ben, Podróżny (reż. Jerzy Rakowiecki)
- 1986 – Baba-Dziwo jako Normon Gondor (reż. Mariusz Dmochowski)
- 1995 – Baron cygański jako Carnero (reż. Ryszard Peryt)
- 2004 – Błądzenie jako Komendant komisariatu policji, Proboszcz, Szambelan (reż. Jerzy Jarocki)
- 2007 – Chłopcy z Placu Broni jako Kolnay, Wendauer, Włoch, Czetneki, Doktor (reż. Michał Zadara)

Teatr Telewizji:
- 1974 – Biografia jako Warwick (reż. Laco Adamik)
- 1981 – Antygona jako Posłaniec (reż. Jerzy Gruza)
- 1982 – Człowiek z dwóch czasów jako Speaker tv (reż. L. Adamik)
- 1991 – Burza jako Sebastian (reż. L. Adamik)
- 1992 – Becket, czyli honor Boga jako Henryk II (reż. Grzegorz Warchoł)
- 1995 – Czwarty poziom jako Scorza (reż. Tadeusz Kijański)
- 1997 – Bezdroża serca i umysłu jako Markiz de Pranzi (reż. Krzysztof Zaleski)
- 2000 – Co nie jest snem jako Mistrz (reż. K. Zaleski)

## Filmografia
- 1967: Ojciec – kolega Zenobiusza
- 1968: Stawka większa niż życie – major, adiutant Canarisa (odc. 12)
- 1970: Czterej pancerni i pies – żołnierz niemiecki przy drzwiach domu generała (odc. 17)
- 1973: Sanatorium pod Klepsydrą – kelner
- 1974: Najważniejszy dzień życia –
  - Andrzej Kamiński (odc. 5),
  - kochanek Sylwii (odc. 6)
- 1976: Zaklęty dwór – hrabia August Wytlicki
- 1977: Lalka – skrzypek Molinari (odc. 8)
- 1978: Rodzina Połanieckich – Kopowski
- 1980: Czułe miejsca – Allan Kowalski
- 1984: Engagement – aktor
- 1985: Tumor Witkacego – Staszek Krzeptowski grający rolę księcia Tengach-lorda Persville
- 1985: Lubię nietoperze – Rudolf Jung
- 1986: Na kłopoty… Bednarski – kapitan Mokrowiecki, pracownik polskiego wywiadu
- 1986: Magnat – Jurek Zbierski, kochanek Conrada
- 1986: Biała wizytówka – Jurek Zbierski
- 1987: Zabij mnie glino – „Donald”, człowiek Stawskiego
- 1987: Ballada o Januszku – Lucjan O., wychowawca w zakładzie poprawczym (odc. 5 i 6)
- 1988: Schodami w górę, schodami w dół – hipnotyzer Ordęga
- 1988: Niezwykła podróż Baltazara Kobera – archanioł Gabriel
- 1988: I skrzypce przestały grać – hrabia Paszkowski
- 1989: Kapitał, czyli jak zrobić pieniądze w Polsce – Brun
- 1990: Napoleon –
  - generał francuski (odc. 2),
  - Segur (odc. 5)
- 1990: Mów mi Rockefeller – Malinowski
- 1991: V.I.P. – Bjoern Thoreel
- 1992: Żegnaj, Rockefeller – Marek Malinowski
- 1993: Wow – Justin P. Morgan
- 1993: Pożegnanie z Marią – inżynier
- 1993: Goodbye Rockefeller – Marek Malinowski
- 1994: Psy II: Ostatnia krew – sekretarz Sawczuka
- 1995: Sukces – prezes firmy „Morawski Electronics” Władysław Morawski
- 1995: Deborah – esesman Toth
- 1996: Wirus jako profesor z BBN
- 1996: Tajemnica Sagali –
  - Jarpen (głos),
  - Dugao (odc. 10 i 11)
- 1998–2003: Miodowe lata – dyrektor Jan Marszałek
- 1998: 13 posterunek – dowódca straży miejskiej Stefan (odc. 26)
- 1999: Wszystkie pieniądze świata – Gruszczyński
- 1999: Trzy szalone zera – Sorensen
- 1999: Policjanci – Kazimierz Navroth
- 1999: Ostatnia misja – Paweł Górski
- 1999: Prawo ojca – biznesmen Kessler
- 2000: Sukces – przedsiębiorca
- 2000–2005: Na dobre i na złe – docent Dariusz Depczyk
- 2000: Bajland – lekarz, przyjaciel Rydla
- 2001: Raport – prezes telewizji
- 2001: Casus Belli
- 2002: Lokatorzy – Filip Cwał-Wiśniewki (odc. 100)
- 2004: Kryminalni – mecenas Hubert Wygański (odc. 8)
- 2004: Całkiem nowe lata miodowe – prezes Jan Marszałek (odc. 12)
- 2006: Summer Love – burmistrz
- 2006–2008: Fala zbrodni – prezes Gazfronu Jewgienij Dragonow
- 2007: Tajemnica twierdzy szyfrów – dyrektor Agencji Bezpieczeństwa Armii płk Lincoln Hayes
- 2007: Prawo miasta – Jerzy Wesołowski, mąż matki Jagi
- 2007: Nocny autobus – prezydent
- 2007: Halo Hans! – profesor Leopold von Tuppten (odc. 5)
- 2008: Niania – Jacenty, były teść Maksa (odc. 117)
- 2010: Klub szalonych dziewic – Żelazny, prezes wydawnictwa „Dekker”
- 2011: Wiadomości z drugiej ręki – Adam Kromer, właściciel stacji „PL24”
- 2011: Och, Karol 2 – Józef Górski, ojciec Karola
- 2012–2015: Prawo Agaty – Janowski, ojciec Bartka
- 2015: Słaba płeć? – Tadeusz, znajomy Haliny
- 2015: Mój ojciec Staś – Antoni Dygat
- 2016: Komisarz Alex – Zygmunt Pelkin (odc. 93)
- 2018: Przyjaciółki – Krzysztof Niegocki (odc. 134)
- 2018: Ojciec Mateusz – aktor Emil Łazarz (odc. 247)
- 2018: Ślepnąc od świateł – Borycki, adwokat Mariusza (odc. 4, 7)

## Dubbing
- 1969: David Copperfield – Steertforth
- 1978: Władca Pierścieni – Aragorn
- 1980: Mały rycerz El Cid – ojciec Ruya
- 1981–1989: Smerfy
- 1986: Chuck Norris i jego karatecy – Chuck Norris
- 1990–1994: Przygody Animków
- 1992: Batman
- 1992–1994: Mała Syrenka – Apollo (odc. 28)
- 1994: Tajemnica trzynastego wagonu
- 1994: Król lew – Skaza
- 1994: Księżniczka łabędzi – król William (wersja telewizyjna)
- 1996–2004: Tabaluga
- 1996: Karol Wielki – Ganelon
- 1996: Świetliki ratują Boże Narodzenie – Święty Mikołaj
- 1996–1998: Kacper – Śmierć (odc. 47)
- 1997: Tarzan – władca małp – Jonh Greystoke
- 1997: Anastazja – Grigorij Rasputin (druga wersja dubbingowa)
- 1997–2009: Niedźwiedź w dużym niebieskim domu – Miś (druga wersja dubbingowa)
- 1998: Legenda o Su-Ling – cesarz Chin
- 1998: Świąteczny bunt – Mikuś
- 1998: Wielki Joe – dr Baker
- 1998: Camelot – Merlin
- 1998: Król lew II: Czas Simby – Skaza
- 1998: Papirus –
  - Semchat (odc. 1),
  - Tachar (odc. 3),
  - Sebek (odc. 5, 8, 19, 25),
  - Kamienny olbrzym (odc. 5),
  - król Minos (odc. 9),
  - Senifer (odc. 17, 20),
  - Strażnik trzech bram (odc. 23),
  - Chnum (odc. 26),
  - ambasador Krety (odc. 45),
  - Ikar (odc. 48),
  - głos mrocznego Cienia (odc. 49)
  - Ozyrys (odc. 50)
- 1998: Dziesięcioro przykazań – opowieści dla dzieci – Bóg
- 1998–1999: Podróże z Aleksandrem i Emilią – Artur, wujek Amy (odc. 17)
- 1999–2001: Batman przyszłości – prokurator Sam Young
- 1999–2000: Fantaghiro
- 1999: Spotkanie z Jezusem – Poncjusz Piłat (wersja telewizyjna) / (wersja kinowa)
- 2000: Grinch: Świąt nie będzie – narrator
- 2000: Życie i przygody Świętego Mikołaja
- 2000–2003: Weterynarz Fred – Marek
- 2001: Scooby Doo i cyberpościg – profesor
- 2001: Original War – Kurt Schmid, Marszałek Jaszin
- 2001: But Manitou – Santa Maria
- 2001: Czarodziejskie święta Franklina – Dziadek Żółw
- 2001: Atlantyda – Zaginiony ląd – Rourke
- 2002: Król Maciuś Pierwszy
- 2002: Złap mnie, jeśli potrafisz – Roger Strong
- 2002: Kim Kolwiek – Senior Senior Senior
- 2002: Osiem szalonych nocy – burmistrz Dukesberry
- 2002: Królewska broda – Carson
- 2003–2004: Megas XLR – Magnanimous
- 2003: Looney Tunes znowu w akcji – Damian Drake
- 2003: Przepowiednia żab – Ferdynand
- 2003: Długonosy karzeł
- 2004–2006: Na górze i na dole
- 2004–2006: Liga Sprawiedliwych bez granic – profesor Emil Hamilton
- 2004: Ziemniak – ostatnie starcie – sir Sherlock (odc. 3)
- 2004: Wyprawa po świąteczne pisanki
- 2004: Lilli czarodziejka
- 2005: Spadkobiercy tytanów – Kronos
- 2005: Robotboy – dziennikarz (odc. 30a)
- 2005: Lassie – Hulton
- 2005: Bionicle 3: W sieci mroku – Rahaga Norik
- 2005: Jan Paweł II
- 2006: Sekret – Filozof Bob Proctor
- 2006: Wołanie o pomoc
- 2006: Pomocnik św. Mikołaja – Sprzedawca domów (odc. 10)
- 2007: Wojownicze Żółwie Ninja – Max Winters (druga wersja dubbingowa)
- 2007: Smyki – Max
- 2008: Gwiezdne wojny: Wojny klonów – Cad Bane
- 2008: Miś Fantazy – Prospero
- 2009: Hannah Montana: Film – Bradley
- 2009: Dogtanian i muszkieterowie – narrator
- 2009: Artur i zemsta Maltazara – Król
- 2009: Dzieci Ireny Sendlerowej – Godlewski
- 2009: Star Wars: The Clone Wars – Republic Heroes – Cad Bane
- 2009: Geronimo Stilton – Dziadek Wilhelm Łebski
- 2010: Legendy sowiego królestwa: Strażnicy Ga’Hoole – Noctus
- 2010: Artur i Minimki 3. Dwa światy – Król
- 2011: Śmieszaczki – Kra-Krak
- 2012: Przygody Sary Jane – Peter Dalton
- 2012: Avengers – Senator, członek Rady
- 2012: Epoka lodowcowa 4: Wędrówka kontynentów –
  - Milton,
  - Władca Wiewiórtydy
- 2012: Dzwoneczek i sekret magicznych skrzydeł – Lord Milori
- 2012: Wodnikowe Wzgórze – Czubak
- 2013: Kot Billy – pan Hubert
- 2013: Koty mówią! – pan Hubert
- 2013: Jeden z gangu – pan Hubert
- 2013: Jeździec znikąd – Habberman
- 2013: Babar i przygody Badou – Babar
- 2014: Diablo III: Reaper of Souls –
  - mentor krzyżowca,
  - patriarcha Anisim
- 2014: Kapitan Ameryka: Zimowy żołnierz – członek Rady
- 2014: Powstanie warszawskie
- 2014: Samoloty 2 – Traper
- 2014: Star Wars: Rebelianci – Wilhuff Tarkin
- 2014: Strażnicy Galaktyki – Thanos
- 2015: Avengers: Czas Ultrona – Thanos
- 2016: Gdzie jest Dory? – Charlie
- 2016: Łotr 1. Gwiezdne wojny – historie – Generał Draven
- 2017: Emotki. Film – Kupa
- 2017: Mała Marinette – Dziadek Antoni
- 2018: Lwia Straż – Skaza
- 2018: Wodnikowe Wzgórze – Treara
- 2020: Kraina smoków – smok Parzymort
- 2021: Gwiezdne wojny: Parszywa zgraja – Wilhuff Tarkin
- 2021: A gdyby…? – T’Chaka
- 2022–2023: Przygody misia Paddingtona – Miś Paddington (odc. 44-60)